# Moulage par trempage
Pour les articles homonymes, voir Trempage.

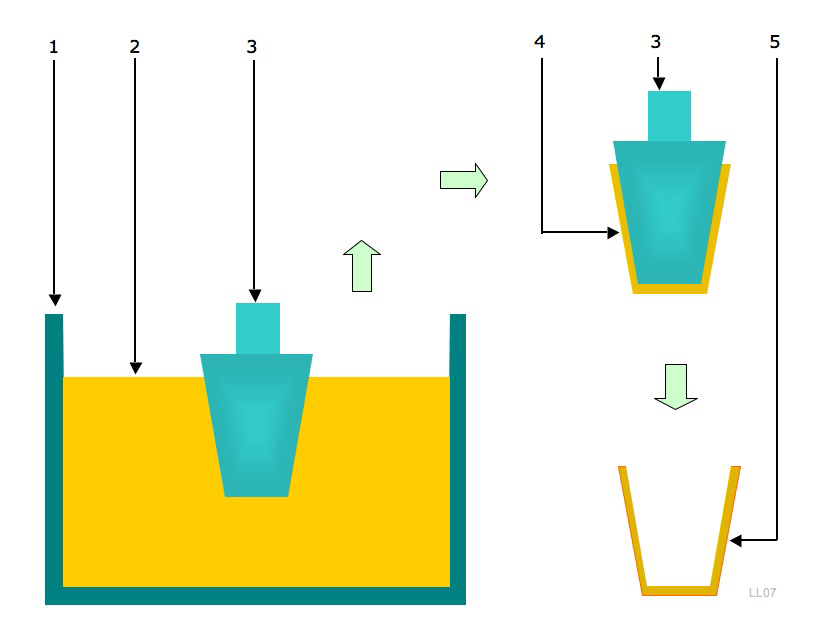
Schéma simplifié du procédé de moulage par trempage : 1 bain, 2 matières, 3 moule, 4 matière enrobant le moule, 5 pièce finie.

En plasturgie, le moulage par trempage est un procédé de mise en forme de matières plastiques par moulage. Un moule métallique chauffé est trempé dans une matière plastique fondue, ramollie ou en poudre fluidisée afin de le recouvrir d'une couche de cette matière. Après solidification, l'objet est démoulé. 

## Applications
Les principales applications sont les gants, les ballons, les bottillons, les préservatifs, les soufflets et les gaines.

## Matières
Le plastisol est le matériau le plus utilisé pour le moulage par trempage car il est facile à utiliser et abordable. D'autres matériaux sont utilisés, tels que le latex, le néoprène, les polyuréthanes, les silicones et même les époxydes.

## Mode opératoire
Le plastique peut être chauffé ou non selon son état physique à température ambiante. Dans le cas d’une poudre, le plastique est fluidisé.
Les étapes suivantes constituent le moulage par trempage : 
- chauffage du moule ;
- immersion du moule chaud dans la matière plastique qui va l'enrober ;
- enlèvement du moule ;
- drainage de l’excès ;
- séchage ou cuisson de la matière plastique encore accrochée au moule si elle contenait un solvant ou si elle était à base de réactifs (monomères et prépolymères) ;
- refroidissement de la matière plastique encore accrochée au moule ;
- éjection de la pièce du moule après sa solidification.

La pièce peut avoir besoin d’être immergée plusieurs fois pour donner l’épaisseur recherchée.

## Contrôle de l’épaisseur
Pour contrôler l’épaisseur de la pièce, il est important de maîtriser les paramètres suivants :
- la température du moule : l'augmentation de cette température augmente l’épaisseur de la pièce ;
- la température de la matière plastique ;
- la vitesse d’introduction du moule ;
- la durée de l’immersion : l'augmentation de cette durée augmente l’épaisseur de la pièce ;
- la vitesse de sortie du moule : l’augmentation de cette vitesse augmente l’épaisseur de la pièce.

## Avantages et inconvénients
Le moulage par trempage présente les avantages et les inconvénients suivants :
- avantages :
  - faible coût d'investissement ;
  - faible coût de production ;
  - différentes épaisseurs possibles sans besoin de changer de moule ;
  - les pièces complexes, si elles sont élastiques, peuvent être retirées facilement du moule ;
- limites :
  - procédé relativement lent ;
  - contrôle de l’épaisseur de la pièce difficile.